# Église Saint-Nonna de Penmarc'h
L'église Saint-Nonna est une église catholique située à Penmarc'h, en France. Elle a été bâtie sur l'emplacement d'une église primitive à partir de 1508. Elle est dédiée à saint Nonna.
L'architecture du bâtiment est de style gothique flamboyant. Les dimensions de l'église sont de près de 50 m de long sur 25 m de large, la tour s'élève à 10 m.
Il y a 4 bateaux sculptés à l'intérieur et 14 à l'extérieur. Ils permettent de suivre l'évolution de la construction navale de la fin du XVe siècle jusqu'au milieu du XVIe siècle.

## Localisation
L'église est située dans le département français du Finistère, sur la commune de Penmarc'h.
Elle constitue le noyau urbain du quartier du bourg et est actuellement bordée par la rue Edmond Michelet (D785), la rue de l'Église et le chemin de Penhors.

## Historique

### Moyen Âge
Les pignons et les contreforts de l'église Saint-Nonna rappellent la prospérité du port de Penmarc'h à l'époque par une série de sculptures qui évoquent celles d'églises du Devon. Ces bas-reliefs représentent des pêcheurs dans leurs barques, des poissons, des carvelles bretonnes. Saint-Nonna est une vaste construction (37 m x 50 m x 24 m) pour la grande salle divisée en trois par de hautes piles rondes, un chœur à chevet plat nettement différencié par deux forts massifs qui, à son entrée, porte un campanile rappelant ceux du Kreisker de Saint-Pol-de-Léon et du Folgoët. La tour-porche à l'ouest s'ouvre latéralement, c'est-à-dire au sud, par un petit porche daté de 1508 -1509.

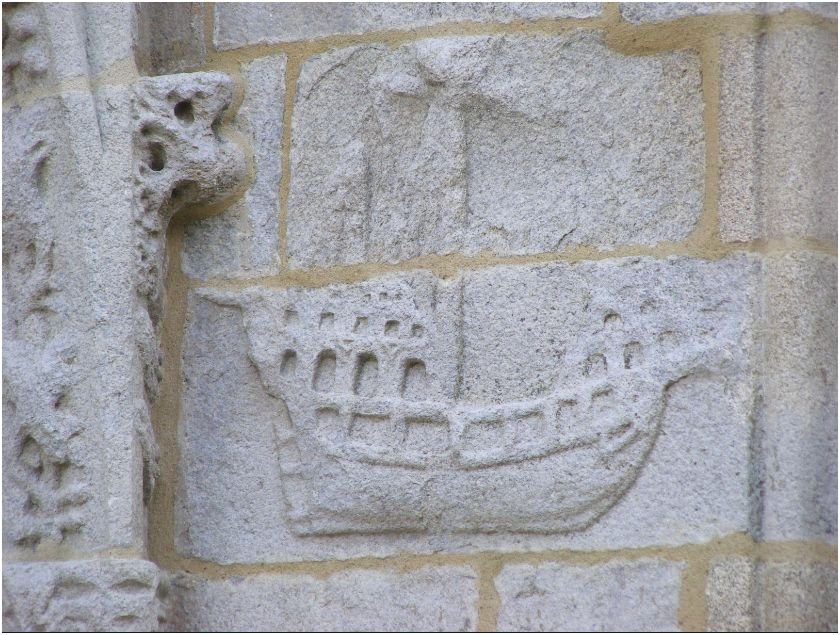
Caravelle XVIe siècle taillée à l’extérieur.

### Temps modernes
À la fin du XVIIIe siècle, le recteur de la paroisse se plaint à l'évêque de Quimper de la mauvaise conservation des ornements et linges liturgiques dans la petite sacristie située à l'arrière de l'autel. Il obtient l'autorisation d'en construire une nouvelle au sud-ouest de l'église. L'inscription « 1789 » sculptée dans la corniche permet de dater cette construction.

### Époque contemporaine

#### Époque révolutionnaire
En 1793, le directoire du district de Quimper autorise le conseil général de la commune de Penmarc'h « à faire faire sans délai les réparations aussi urgentes que considérables manquantes sur son église paroissiale ». Il s'agit notamment d'importants travaux de couverture sur les bas-côtés de l'édifice.
En marge de ces réparations, le citoyen Guillaume Jégou est employé à effacer les « effigies royales et les marques de la féodalité » sur les vitraux de l'église.

#### Restauration
Selon François Quiniou (recteur de Penmarc'h au début du XXe siècle), le clocher central de l'église est abattu par la foudre en 1818 et est reconstruit en 1824.

## Description

### Intérieur de l'église

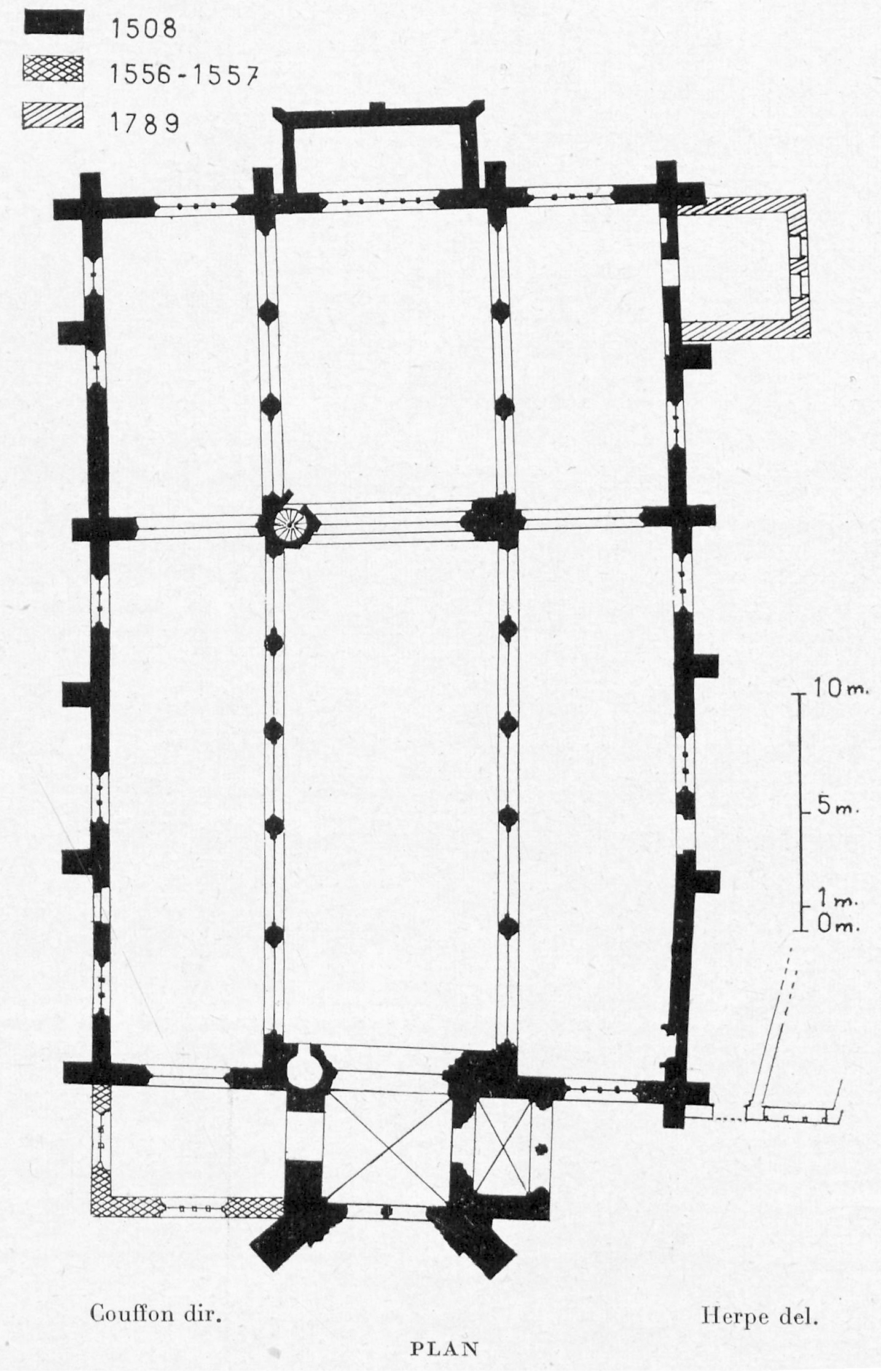
Plan et chronologie de la construction de l'église Saint-Nonna

L'église comporte une nef et un chevet plat, sans transept. La nef, datant du XVIe siècle, est composée de trois vaisseaux (un vaisseau central et deux bas-côtés) et de cinq travées. Des arcs ogivaux reposant sur des piliers octogonaux sans chapiteau séparent la nef des bas-côtés. La voûte lambrissée donne une impression de grandeur et légèreté.
Le bénitier de la famille Le Coguen, offert lors du baptême d'Urbane Le Coguen le 16 octobre 1620, est orné d'un blason présentant des cupules de glands, ce qui illustre la profession de fabricant de teintures de cette famille (les cupules de glands servaient à fabriquer une teinture verte). Un autre bénitier est orné d'une inscription : Le Flaman, ce qui illustre les relations des marins de Penmarc'h avec la Flandre à cette époque.
On retrouve 4 bateaux taillés à l’intérieur et 14 à l’extérieur. Ils permettent de suivre l’évolution de la construction navale de la fin du XVe (voir caravelle, image de droite) jusqu’au milieu du XVIe siècle.

### Cloches
Cet édifice contient une sonnerie de 2 cloches de volée électrique en lancé-franc (jougs en bois), disposées sur un seul niveau dans un beffroi en bois (situé au niveau de la charpente du toit en ardoises de la tour-clocher) et orientées est-ouest :
- Cloche 1 (côté nord) : "Marie Thérèse Michelle" ; 82,4 cm de diamètre ; 58 mm d’épaisseur ; 326 kg ; fondue en 1949 par Marguerite Cornille (Villedieu-les-Poêles) ; SI3

- Cloche 2 (côté sud) : "Monique Marie Louise" ; 70,8 cm de diamètre ; 47 mm d’épaisseur ; 195 kg ; fondue en 1949 par Marguerite Cornille (Villedieu-les-Poêles) ; DO#4

## Protection du monument
L'édifice est classé au titre des monuments historiques en 1862.
En 2013, la tour Ouest, en fort mauvais état, est restaurée, pour la charpente, la couverture, la façade, les intérieurs et les vitraux. Elle est rouverte pour le pardon de Saint-Nonna en juillet 2015, en présence des membres du conseil municipal et de l'évêque du diocèse, Monseigneur Dognin.

## Administration paroissiale

### Liste des recteurs de Penmarc'h depuis le Concordat[9]
1. Yves Pochet (1802)
2. Jean-Guillaume Kerloc’h (1802-1807)
3. Bernard Le Gall (1807-1812)
4. Clet Le Gall (1812-1825)
5. François Durand (1825-1828)
6. Guillaume Bariou (1828-1835)
7. Jean Caudan (1835-1839)
8. Jean-Guénolé Lucas (1839-1842)
9. Guy Marrec (1842-1846)
10. Bernard Migeot (1846-1853)
11. Yves Dagorn (1853-1862)
12. Yves Pouliquen (1862-1869)
13. Jean-Louis Lazou (1869-1872)
14. Jean Le Guillou (1872-1887)
15. François Le Coz (1887-1911)
16. Gabriel Guillerm (1911-1921)
17. François Quiniou (1921-1931)
18. Joseph Cadiou (1931-1940)
19. Joseph-Gabriel Jézégou (1940-1946)
20. Pierre Berrou (1946-1949)
21. Jean Guéguen (1949-1954)
22. Maurice Orven (1954-1961)
23. Joseph Guyader (1961-1971)
24. Jean-Louis Guéguen (1971-1975)
25. François Troadec (1982-1984)
26. Jean Bourven (1984-1993)
27. Yves Laz (2003-2006)
28. Albert Kérouanton (2006-2013)
29. Guillaume Croguennec (2013-2015)
30. Stéphane Le Sonn (2015-2017)

## Galerie photo

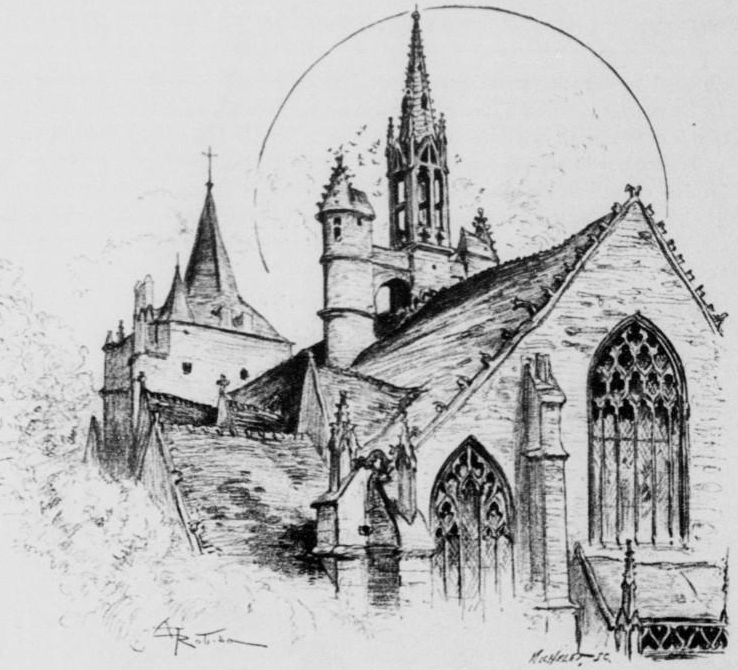
Penmarc'h : l'église Saint-Nonna vers 1900 (lithographie d'Albert Robida)
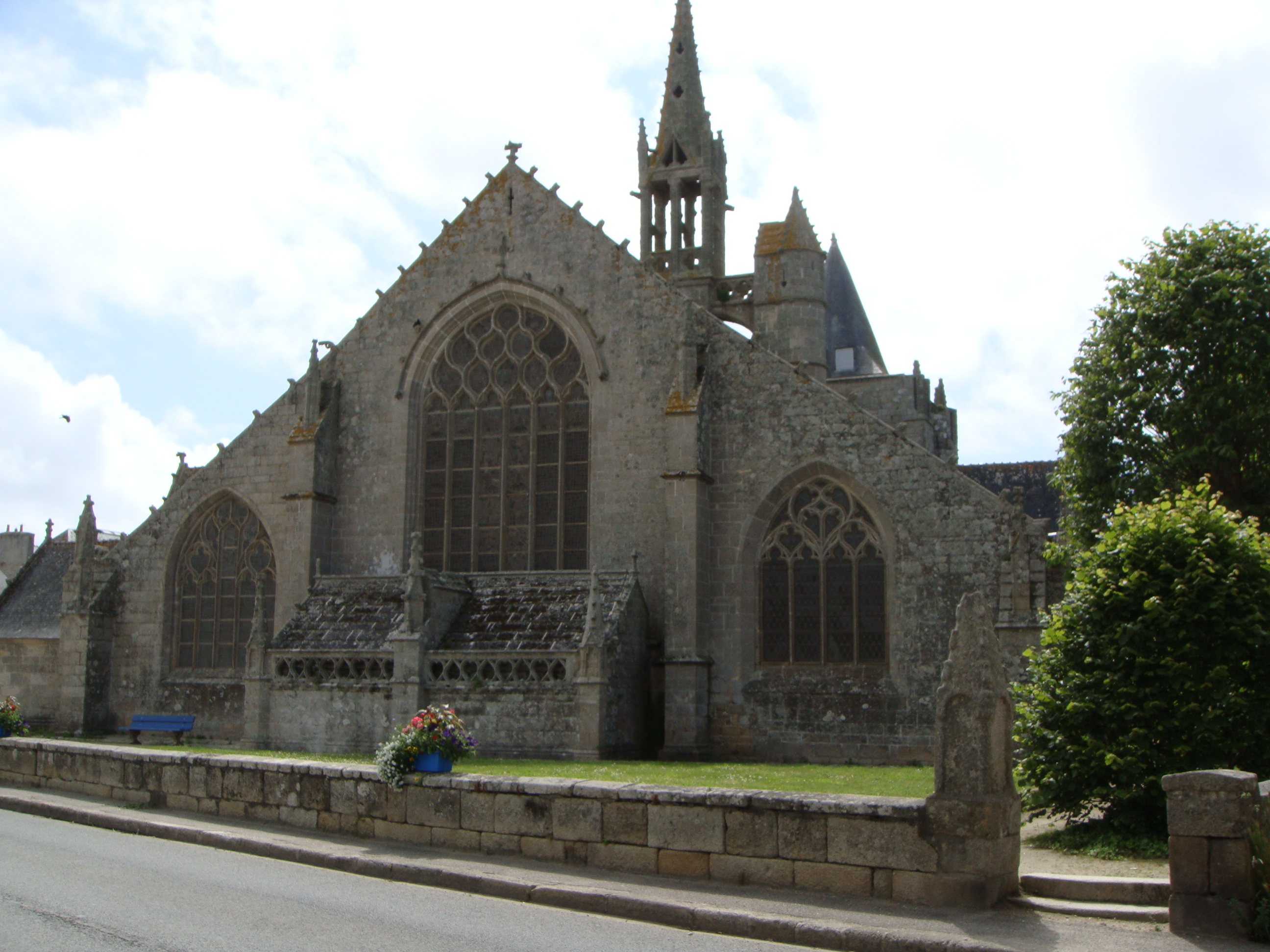
Vue extérieure depuis l'Est
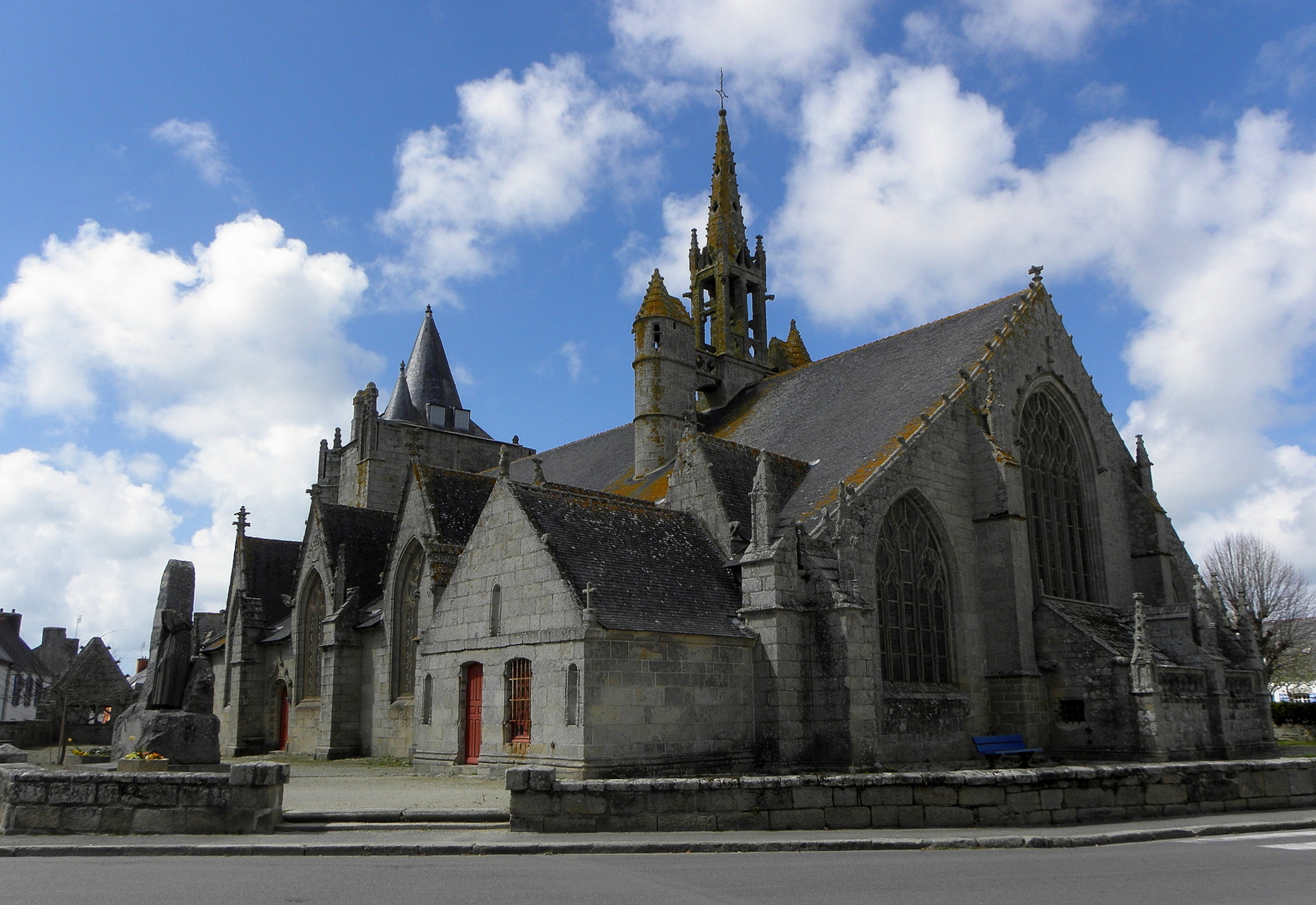
Vue extérieure depuis le Sud-Est
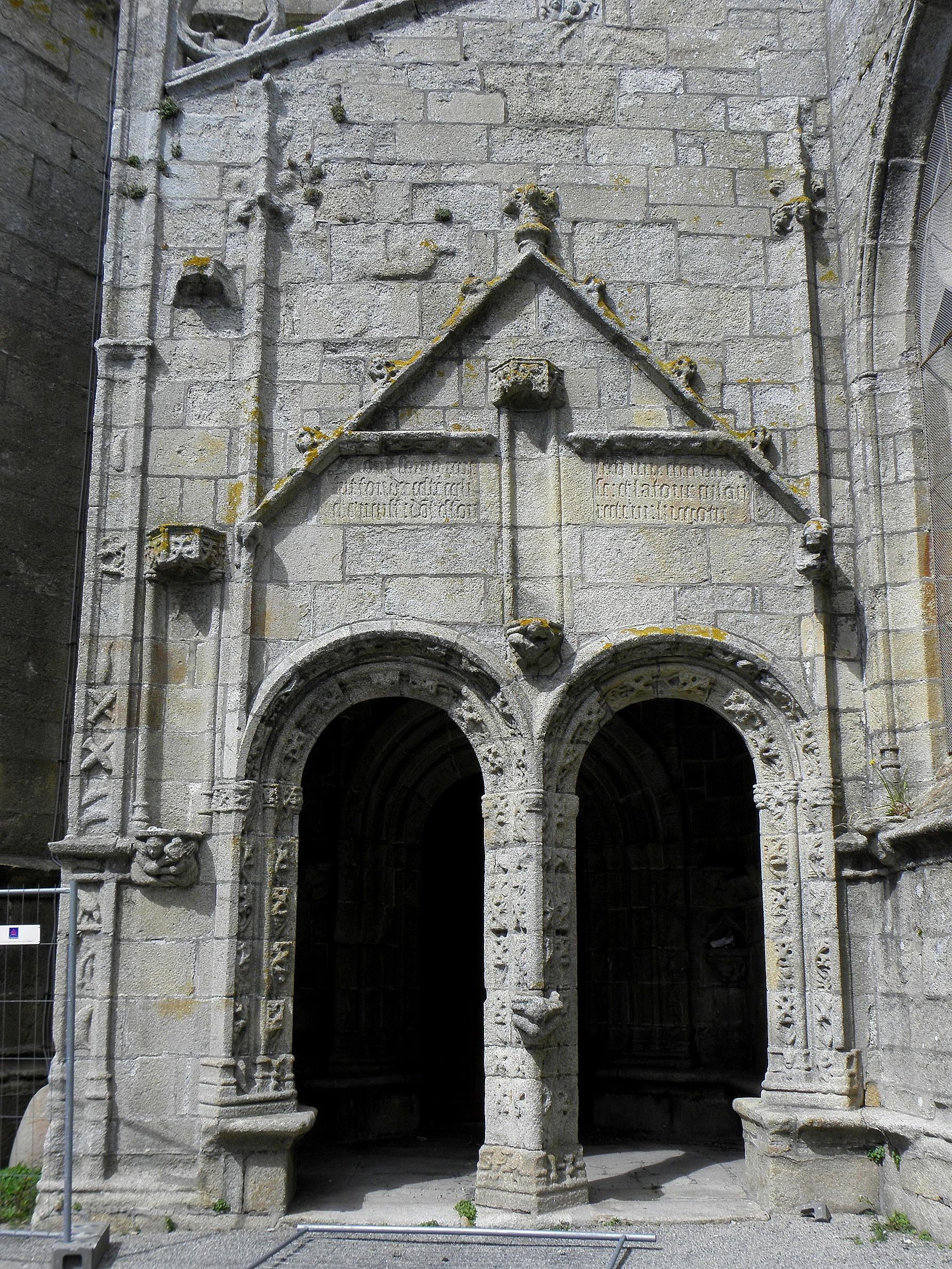
Vue extérieure du porche Ouest de la tour
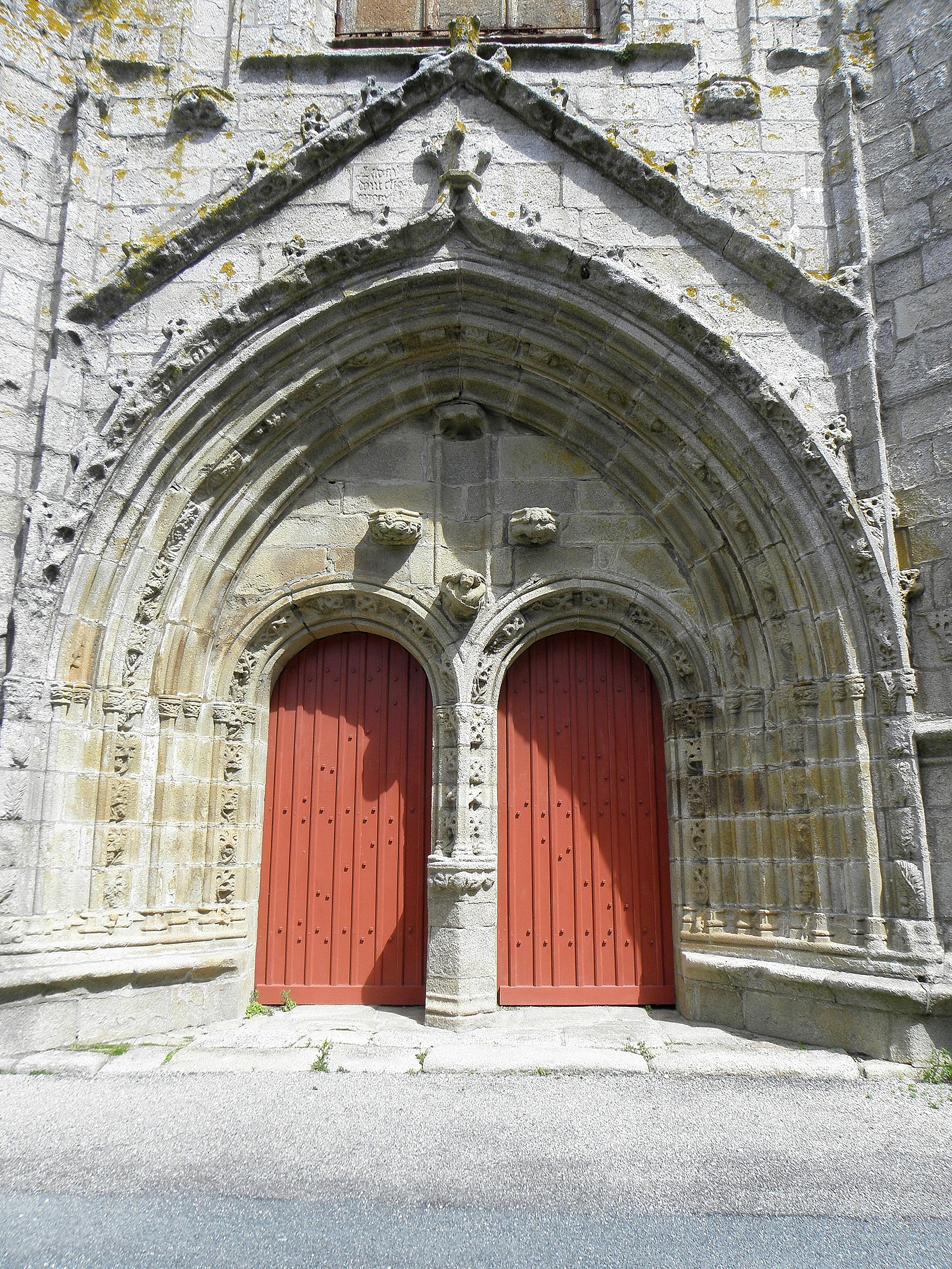
Vue extérieure du porche Sud de la tour
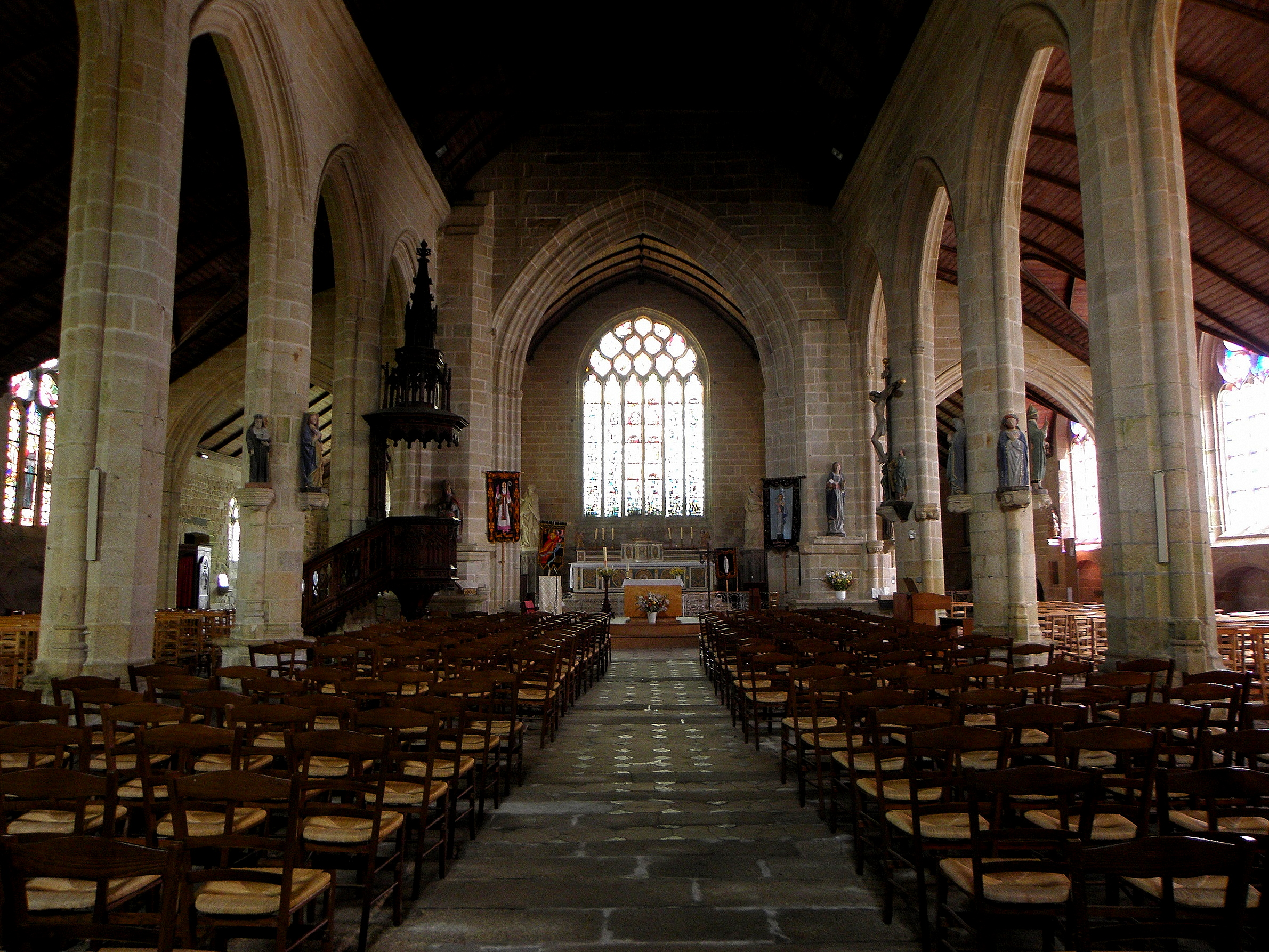
Vue intérieure de la nef, en direction du chevet
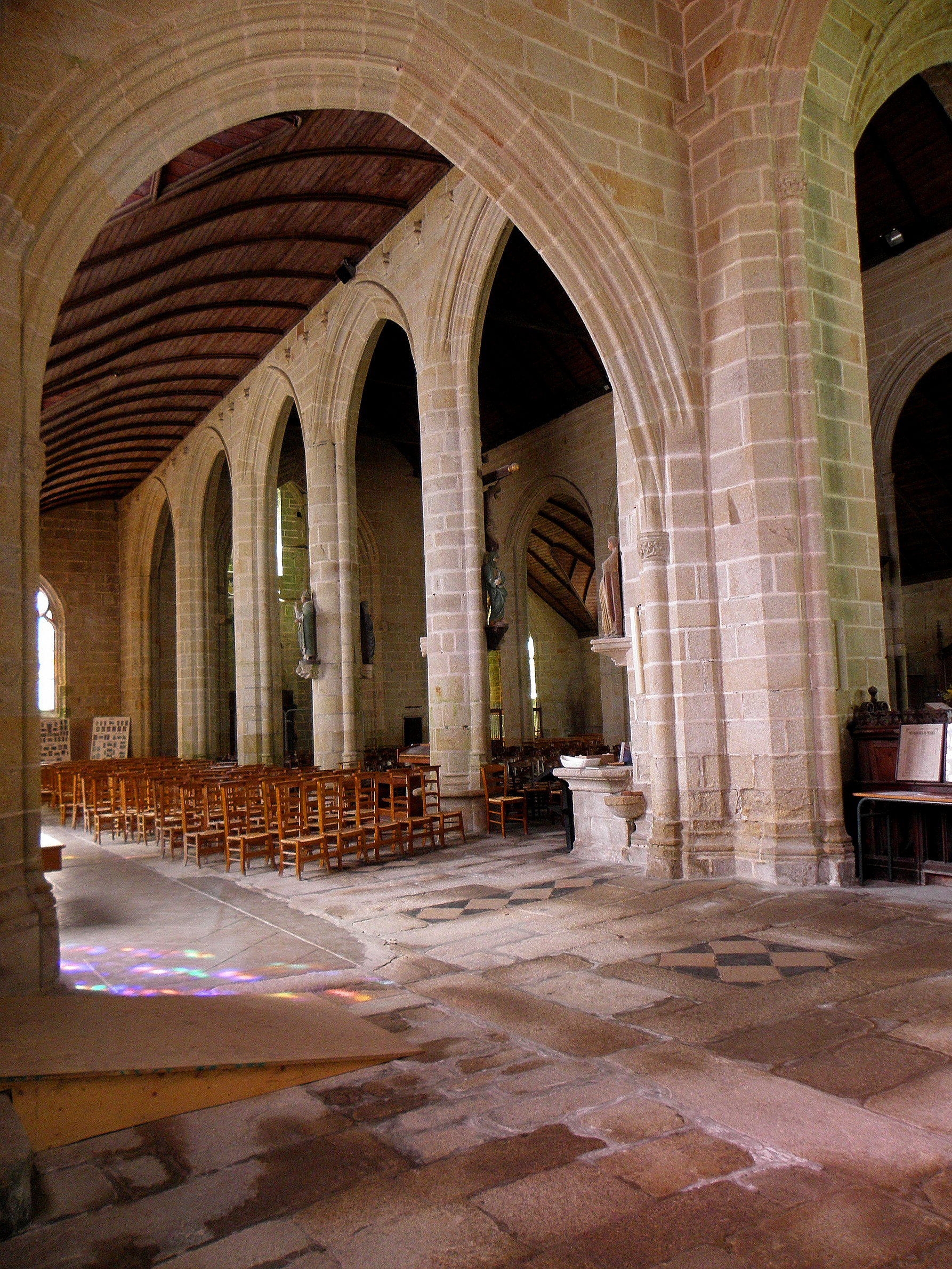
Vue intérieure du bas-côté droit